# 望厦条約
望厦条約（ぼうかじょうやく、Treaty of Wanghia）は、1844年（清：道光24年）7月に清とアメリカ合衆国の間で結ばれた最初の条約。

## 概要
アヘン戦争でイギリス帝国に敗北した清は、イギリスとの間で南京条約、通課税に関する宣言、五港通商章程、税率表、虎門寨追加条約などの不平等条約を結んだ。アメリカもイギリスと同様の権益を享受するため、最恵国待遇の適用を求め、1843年には清も「一視同仁」の観点からこれを認めた。しかし、アメリカはこれらを条約で基礎づけることを求めた。
このことを踏まえ、1844年7月3日にマカオ郊外の望厦村において修好通商条約が結ばれた。これを望厦条約と称する。アメリカ側はケイレブ・クッシング、清国側は耆英が調印した。内容的には清がイギリスとの間で南京条約などので認めた事項をまとめたものだったが、実際には領事裁判権制度の整備や荷物の積み下ろしなどに関する特権の拡大も定めていた。
この後10月に、清はフランスとも黄埔条約を結び、中国への列強進出は本格化していった。